# Toad in the hole

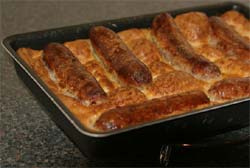
Toad in the hole

Toad in the hole is een Brits gerecht dat bestaat uit worstjes, gebakken in Yorkshire pudding. Het is een goedkope snack die wellicht in het midden van de 18de eeuw ontstond als restjesmaaltijd met uiteenlopende soorten vlees.
De herkomst van de naam, letterlijk ‘pad in het gat’, is onduidelijk. Volgens het Oxford English Dictionary dateert de vroegste vermelding van de term ‘toad in the hole’ uit 1787; Hannah Glasse vermeldde echter in 1747 een vergelijkbaar gerecht met duivenvlees onder de naam ‘pigeon in the hole’. Later, in de victoriaanse periode, werden diverse vleesresten in beslag gebakken om ‘toad in the hole’ te maken. Heden verstaat men onder deze naam echter steeds een of meerdere worstjes in een grote Yorkshire pudding. 
Het gerecht is als kant-en-klare maaltijd in supermarkten verkrijgbaar en wordt veelal met groenten geserveerd. In ongebakken toestand liggen de worsten op een bed van beslag; tijdens het bakken rijst het beslag, zodat de toad in the hole uitzet en de Yorkshire pudding uiteindelijk de worsten omgeeft.